# Merab Ninidse
Merab Ninidse (født 1965 i Tbilisi) er en georgisk skuespiller. Siden 1994 har han boet i Østrig. Han har spillet i en række tysksprogede film og fjernsynsproduktioner. Bl.a. spillede han «Walter Redlich» i den Oscarbelønnede film Nirgendwo in Afrika.

## Filmografi
- Die Kirschenkönigin (2004), fjernsynsfilm
- Sterne leuchten auch am Tag (2004), fjernsynsfilm
- Das Bernsteinamulett (2004), fjernsynsfilm
- Cattolica (2004)
- Verlorenes Land (2002)
- Nirgendwo in Afrika (2001)
- England (2000)
- Luna Papa (1999)
- Hasenjagd (1994)
- Halbe Welt (1993)
- Die Reue (1984)

Han har også optrådt i serierne
- Tatort (München) – Sechs zum Essen
- Bella Block – Im Namen der Ehre
- Kommissar REX – Priester in Gefahr